# ATLAPA
Centre des Congrès ATLAPA (centro de convenciones ATLAPA) (ATLAPA acronyme de Atlantique Pacifique) appelé couramment ATLAPA   est un centre de congrès situé à Panama où sont organisés principalement des conférences et expositions internationales. 
ATLAPA, est considéré par les autorités comme l'un des plus prestigieux patrimoines artistiques et culturels de la République du Panama du peuple. Cet imposant bâtiment est fourni de  multiples services. Il peut recevoir jusqu'à 10500 personnes pour des réunions.
Construit sur 8 hectares, il comprend un théâtre-auditorium équipé de 2800 places assises, une salle d'environ 3 200 m2, sans colonnes, pour les expositions et les rencontres exceptionnelles.
ATLAPA est situé au cœur de Panama City, il est à quelques minutes du Centre bancaire international et de l'aéroport international, qui sert les plus grandes compagnies aériennes dans le monde.